# Giorgos Lanthimos

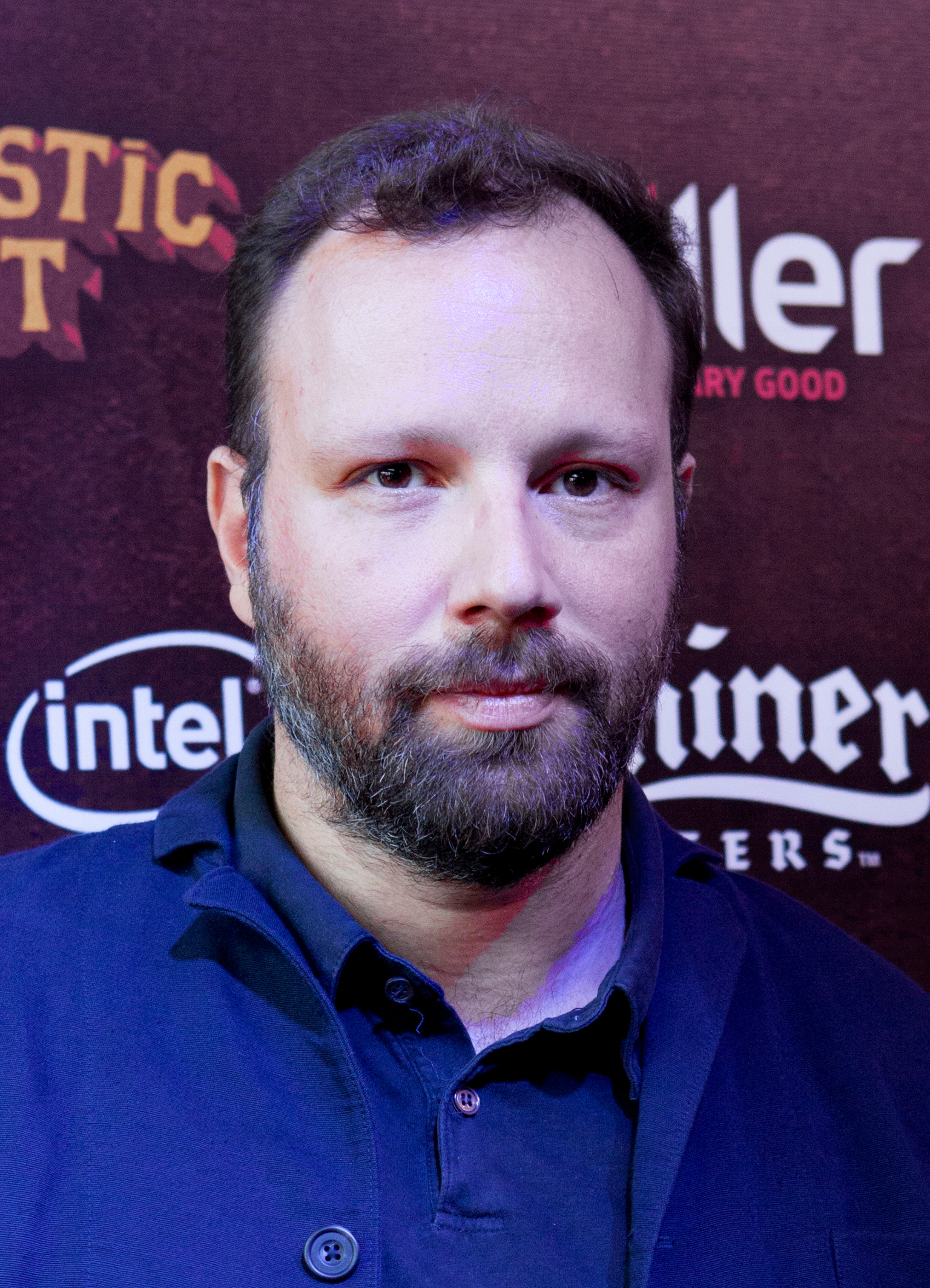
Giorgos Lanthimos (2015)

Giorgos Lanthimos (griechisch Γιώργος Λάνθιμος, auch Georgios oder Yorgos; anhörenⓘ; * 23. September 1973 in Athen) ist ein griechischer Filmschauspieler, Filmproduzent, Film- und Theaterregisseur.

## Leben
Lanthimos wurde in Athen geboren und lernte an der Stavrakos Film School das Regiehandwerk. In den 1990ern war er Regisseur verschiedener Videos für griechische Tanztheater sowie für Werbefilme, Musikvideos und experimentelle Theaterstücke. Seit seiner Zeit im Bereich des Werbefilms ist der Filmeditor Yorgos Mavropsaridis häufig für den Schnitt seiner Produktionen verantwortlich.
2001 führte er gemeinsam mit Lakis Lazopoulos Regie bei dem Film My Best Friend. Er war Teil des Teams, das die Eröffnungs- und Abschlussfeier für die Olympischen Spiele 2004 in Athen entwarf. 2005 schrieb und drehte er den experimentellen Film Kinetta, der beim Toronto International Film Festival Premiere feierte.
Sein Film Dogtooth (auch bekannt unter dem Titel Kynodontas) aus dem Jahr 2009 erhielt den Preis Un Certain Regard bei den Internationalen Filmfestspielen von Cannes. In der Kategorie Bester fremdsprachiger Film wurde das Filmdrama 2011 zudem für einen Oscar nominiert. Bereits 2010 hatte der Film auf der Auswahlliste für den Oscar gestanden. Der Film gewann bei acht Nominierungen fünf Greek Film Academy Awards, darunter waren drei Preise für Lanthimos für den besten Film, die beste Regie und das beste Drehbuch. International gewannen Lanthimos und sein Film zahlreiche weitere Preise. Dazu gehören Ehrungen bei Filmfestivals und Preisverleihungen in Slowenien, Bosnien und Herzegowina, Schweden, Irland, Kanada, Portugal und den USA sowie Nominierungen bei den British Independent Film Awards und dem Mar del Plata Film Festival in Argentinien.
2010 war er Produzent und Hauptdarsteller des Filmes Attenberg der griechischen Regisseurin Athina Rachel Tsangari. Ein Jahr später erhielt Lanthimos für das Skript seines Spielfilms Alpen gemeinsam mit Koautor Efthymis Filippou den Drehbuchpreis bei den 68. Internationalen Filmfestspielen von Venedig.
Für das gemeinsam mit Efthymis Filippou verfasste Drehbuch zum Spielfilm The Lobster erhielt Lanthimos 2015 den Europäischen Filmpreis und 2017 eine Oscar-Nominierung.
Für das ebenfalls gemeinsam mit Filippou verfasste Skript zu The Killing of a Sacred Deer gewann er 2017 den Drehbuchpreis des 70. Filmfestivals von Cannes.
2018 feierte sein Historiendrama The Favourite – Intrigen und Irrsinn bei den Internationalen Filmfestspielen von Venedig seine Premiere. Der Film mit Olivia Colman, Rachel Weisz und Emma Stone in den Hauptrollen wurde von den Kritikern positiv aufgenommen und brachte Colman 2019 einen Oscar ein. Lanthimos selbst erhielt ebenfalls Oscar-Nominierungen in den Kategorien Film und Regie, hatte aber gegenüber den Produzenten von Green Book – Eine besondere Freundschaft bzw. seinem mexikanischen Regiekollegen Alfonso Cuarón (Roma) das Nachsehen.
2019 wurde Lanthimos in die Wettbewerbsjury des 72. Filmfestivals von Cannes berufen. Drei Jahre später arbeitete er erneut mit Emma Stone an dem Kurzfilm Bleat (2022) und dem Spielfilm Poor Things (2023) zusammen. Letztgenannte Literaturverfilmung brachte ihm beim 80. Filmfestival von Venedig den Hauptpreis Goldener Löwe ein. Auch gewann Poor Things den Golden Globe Award 2024 als beste Filmkomödie. Im selben Jahr folgten elf Oscar-Nominierungen, darunter als bester Film sowie für Lanthimos selbst als Regisseur.
Erneut mit Emma Stone sowie mit Jesse Plemons arbeitete Lanthimos an den Spielfilmen Kinds of Kindness (2024) und Bugonia (2025) zusammen. Die Werke wurden in die Hauptwettbewerbe der Filmfestivals von Cannes und Venedig aufgenommen.

## Filmografie (Auswahl)
- 1995: O viasmos tis Chlois (Kurzfilm) (Regie, Drehbuch, Schnitt)
- 2001: My Best Friend (O kalyteros mou filos) (Regie)
- 2001: Uranisco Disco (Kurzfilm)
- 2005: Kinetta (Regie, Drehbuch)
- 2009: Dogtooth (Kynodontas) (Regie, Drehbuch, Co-Produzent)
- 2010: Attenberg (Produzent)
- 2011: Alpen (Alpis) (Spielfilm, Drehbuchpreis in Venedig)
- 2015: The Lobster (Spielfilm)
- 2017: The Killing of a Sacred Deer (Spielfilm)
- 2018: The Favourite – Intrigen und Irrsinn (The Favourite) (Regie, Produktion)
- 2019: Nimic (Kurzfilm)
- 2022: Bleat (Vlihi, Kurzfilm)
- 2023: Poor Things
- 2024: Kinds of Kindness

## Auszeichnungen (Auswahl)
Oscar
- 2017: Nominierung für das Beste Originaldrehbuch (The Lobster)
- 2019: Nominierung als Bester Film (The Favourite – Intrigen und Irrsinn, mit Ceci Dempsey, Ed Guiney und Lee Magiday)
- 2019: Nominierung für die Beste Regie (The Favourite – Intrigen und Irrsinn)
- 2024: Nominierung als Bester Film (Poor Things) mit Ed Guiney, Andrew Lowe und Emma Stone
- 2024: Nominierung für die Beste Regie (Poor Things)

Golden Globe Award
- 2019: Nominierung als Bester Film – Komödie/Musical (The Favourite – Intrigen und Irrsinn)
- 2024: Auszeichnung als Bester Film – Komödie/Musical (Poor Things)
- 2024: Nominierung für die Beste Regie (Poor Things)

Europäischer Filmpreis
- 2015: Nominierung als Bester Film (The Lobster)
- 2015: Nominierung für die Beste Regie (The Lobster)
- 2015: Bestes Drehbuch (The Lobster)
- 2017: Nominierung für die Beste Regie (The Killing of a Sacred Deer)
- 2017: Nominierung für das Beste Drehbuch (The Killing of a Sacred Deer)
- 2019: Beste Regie (The Favourite – Intrigen und Irrsinn)
- 2019: Bester Film (The Favourite – Intrigen und Irrsinn)

Internationale Filmfestspiele von Cannes
- 2017: Nominierung für die Goldene Palme – Bester Film (The Killing of a Sacred Deer)
- 2017: Bestes Drehbuch (The Killing of a Sacred Deer)

Internationale Filmfestspiele von Venedig
- 2018: Silberner Löwe – Großer Preis der Jury (The Favourite – Intrigen und Irrsinn)
- 2023: Goldener Löwe – Bester Film (Poor Things)